# Synapha astacus
Synapha astacus är en tvåvingeart som först beskrevs av Garrett 1924.  Synapha astacus ingår i släktet Synapha och familjen svampmyggor.
Artens utbredningsområde är British Columbia. Inga underarter finns listade i Catalogue of Life.